# Радојево
Радојево, раније Српска Кларија (мађ. Klári, рум. Peterda), је село у општини Нова Црња у Средњобанатском округу, на самој српско-румунској граници.
Село је садашњи назив добило после Другог светског рата у знак сећања на партизанског борца Радоја Михајлова (1926—1945), који је заједно са братом Милованом (1924—1945), погинуо на Сремском фронту, код Вировитице.
Према попису из 2022. било је 784 становника.
Овде се налази Српска православна црква у Радојеву.

## Прошлост
Када је 1797. године пописан православни клир ту су била четири свештеника који су се служили српским и румунским језиком. Били су то пароси, поп Лазар Болмановић (рукоп. 1754), поп Теодор Петровић (1780), поп Марко Поповић (1796) и ђакон Максим Војновић (1791).

## Демографија

### Кретање броја становника
- 1900: 3.107
- 1931: 3.336

У насељу Радојево живи 1.082 пунолетна становника, а просечна старост становништва износи 41,0 година (39,3 код мушкараца и 42,7 код жена). У насељу има 538 домаћинстава, а просечан број чланова по домаћинству је 2,57 (попис 2002).
Ово насеље је углавном насељено Србима (према попису из 2002. године), а у последња три пописа, примећен је пад у броју становника.
- Основна школа у Радојеву, поред храма Светог Николе, најстарија је образовна институција у селу, као и у општини Нова Црња. Прва школа која је почела да ради у селу је била тривијална славено-сербска школа а почела је са радом 1768. године.

|  |

| Демографија | Демографија | Демографија |
| Година      | Становника  | Становника  |
| ----------- | ----------- | ----------- |
| 1948.       | 2.869       |             |
| 1953.       | 2.915       |             |
| 1961.       | 2.595       |             |
| 1971.       | 2.230       |             |
| 1981.       | 1.872       |             |
| 1991.       | 1.588       | 1.541       |
| 2002.       | 1.385       | 1.399       |
| 2011.       | 1.056       |             |

| Етнички састав према попису из 2002.‍ | Етнички састав према попису из 2002.‍ | Етнички састав према попису из 2002.‍ | Етнички састав према попису из 2002.‍ | Етнички састав према попису из 2002.‍ |
| ------------------------------------ | ------------------------------------ | ------------------------------------ | ------------------------------------ | ------------------------------------ |
|                                      |                                      |                                      |                                      |                                      |
| Срби                                 | Срби                                 |                                      | 1.094                                | 78,98%                               |
| Роми                                 | Роми                                 |                                      | 199                                  | 14,36%                               |
| Југословени                          | Југословени                          |                                      | 19                                   | 1,37%                                |
| Мађари                               | Мађари                               |                                      | 11                                   | 0,79%                                |
| Хрвати                               | Хрвати                               |                                      | 10                                   | 0,72%                                |
| Македонци                            | Македонци                            |                                      | 10                                   | 0,72%                                |
| Бугари                               | Бугари                               |                                      | 4                                    | 0,28%                                |
| Немци                                | Немци                                |                                      | 3                                    | 0,21%                                |
| Румуни                               | Румуни                               |                                      | 2                                    | 0,14%                                |
| Муслимани                            | Муслимани                            |                                      | 2                                    | 0,14%                                |
| Русини                               | Русини                               |                                      | 1                                    | 0,07%                                |
| непознато                            | непознато                            |                                      | 2                                    | 0,14%                                |

| Година пописа     | 1948. | 1953. | 1961. | 1971. | 1981. | 1991. | 2002. |
| ----------------- | ----- | ----- | ----- | ----- | ----- | ----- | ----- |
| Број домаћинстава | 777   | 843   | 771   | 706   | 647   | 600   | 538   |

| Број чланова      | 1   | 2   | 3  | 4  | 5  | 6  | 7 | 8 | 9 | 10 и више | Просек |
| ----------------- | --- | --- | -- | -- | -- | -- | - | - | - | --------- | ------ |
| Број домаћинстава | 152 | 166 | 85 | 81 | 28 | 12 | 6 | 4 | 4 | 0         | 2,57   |

| Пол    | Укупно | Неожењен/Неудата | Ожењен/Удата | Удовац/Удовица | Разведен/Разведена | Непознато |
| ------ | ------ | ---------------- | ------------ | -------------- | ------------------ | --------- |
| Мушки  | 541    | 167              | 319          | 42             | 13                 | 0         |
| Женски | 585    | 97               | 317          | 157            | 14                 | 0         |
| УКУПНО | 1.126  | 264              | 636          | 199            | 27                 | 0         |

| Пол    | Укупно                    | Пољопривреда, лов и шумарство | Рибарство                            | Вађење руде и камена | Прерађивачка индустрија       |
| ------ | ------------------------- | ----------------------------- | ------------------------------------ | -------------------- | ----------------------------- |
| Мушки  | 281                       | 181                           | 0                                    | 0                    | 48                            |
| Женски | 139                       | 83                            | 0                                    | 0                    | 13                            |
| УКУПНО | 420                       | 264                           | 0                                    | 0                    | 61                            |
| Пол    | Производња и снабдевање   | Грађевинарство                | Трговина                             | Хотели и ресторани   | Саобраћај, складиштење и везе |
| Мушки  | 2                         | 2                             | 15                                   | 4                    | 10                            |
| Женски | 0                         | 0                             | 20                                   | 1                    | 2                             |
| УКУПНО | 2                         | 2                             | 35                                   | 5                    | 12                            |
| Пол    | Финансијско посредовање   | Некретнине                    | Државна управа и одбрана             | Образовање           | Здравствени и социјални рад   |
| Мушки  | 0                         | 1                             | 9                                    | 5                    | 2                             |
| Женски | 2                         | 0                             | 4                                    | 9                    | 5                             |
| УКУПНО | 2                         | 1                             | 13                                   | 14                   | 7                             |
| Пол    | Остале услужне активности | Приватна домаћинства          | Екстериторијалне организације и тела | Непознато            | Непознато                     |
| Мушки  | 2                         | 0                             | 0                                    | 0                    | 0                             |
| Женски | 0                         | 0                             | 0                                    | 0                    | 0                             |
| УКУПНО | 2                         | 0                             | 0                                    | 0                    | 0                             |

## Фотогалерија
| - Православна црква - Католичка црква - Звоник католичке цркве - Распеће испред католичке цркве |